# Famille Schuiten
La famille Schuiten est une famille belge, originaire de Groningen (Provinces-Unies) au XVIIIe siècle et établie à Anvers au XIXe siècle en la personne de Herman-Philippe-Jacques Schuiten.
Plusieurs de ses membres se sont consacrés, depuis le XXe siècle, à l'architecture ou aux arts graphiques.

## Honneurs
L'un des membres de la famille, François Schuiten, dessinateur belge de bande dessinée, a été anobli le 21 juillet 2002 avec le titre de baron par le roi Albert II.

## Personnalités
- Robert Schuiten (1912-1997), architecte et peintre belge, fut père de :
  - baron François Schuiten, dessinateur belge de bande dessinée ;
  - Luc Schuiten, architecte belge.